# Paludza
Paludza (ungarisch Nagypalugya) ist ein ehemaliges Dorf im Okres Liptovský Mikuláš (Žilinský kraj) und heute Teil von Galovany in der nördlichen Mittelslowakei. Es befand sich im Kessel Podtatranská kotlina an der Mündung der linksseitigen Palúdžanka in die Waag. Das ehemalige Ortszentrum liegt auf einer Höhe von 557 m n.m., die Entfernung nach Liptovský Mikuláš beträgt etwa sechs Kilometer.

## Geschichte
| Jahr | Einwohner | Jahr | Einwohner |
| ---- | --------- | ---- | --------- |
| 1869 | 590       | 1930 | 647       |
| 1880 | 594       | 1940 | 656       |
| 1890 | 565       | 1948 | 410       |
| 1900 | 509       | 1961 | 440       |
| 1910 | 565       | 1970 | 67        |
| 1921 | 551       | -    | -         |

Der Ort wurde zum ersten Mal 1246 als Polugia schriftlich erwähnt, weitere historische Bezeichnungen sind unter anderen Poluga (1267), Magna Villa Polugia (1273), Maior Paluga (1282), Palučka (1773), Welká Palučka (1876) und Paludza (1808). Das Dorf wurde 1246, zusammen mit dem Nachbarort Iľanovo, durch einen Verwaltungsakt von Béla IV. von Nikolaus, Sohn von Detrich und einem Vorfahren des Geschlechts Balassa, im Tausch gegen Balassagyarmat weggenommen. Aus dem vormaligen Gemeindegebiet gliederten sich noch im 13. Jahrhundert Orte Palúdzka, Črmnô, Čemice, Benice, Andice, Gôtovany, Dechtáre und Šalamúnová aus. Bis 1848 war Paludza Besitz der Familie Plathy. 1715 wohnten hier 13, 1720 nur noch drei Steuerzahler. 1784 hatte die Ortschaft 64 Häuser und 461 Einwohner, 1828 zählte man 69 Häuser und 580 Einwohner, die als Landwirte, Maurer, Töpfer und Zimmerleute tätig waren.
Bis 1918 gehörte der im Komitat Liptau liegende Ort zum Königreich Ungarn und kam danach zur Tschechoslowakei, später zur heutigen Slowakei. In der ersten tschechoslowakischen Republik waren die Einwohner weiterhin in traditionellen Erwerbstätigkeiten beschäftigt, es gab hier drei Mühlen, Schmiedeessen und eine Korbmacher-Tradition. Nach dem Zweiten Weltkrieg wurde die örtliche Einheitliche landwirtschaftliche Genossenschaft (Abk. JRD) 1959 gegründet, seit 1960 Teil des Staatsvermögens, ein Teil der Einwohner pendelte zur Arbeit in Industriebetriebe in Liptovský Mikuláš.
Als der Bau der Talsperre Liptovská Mara in den 1960er Jahren begann, wurden die Einwohner in die Umgebung umgesiedelt. Mit der Auffüllung des Stausees im Jahr 1975 verschwand der Ort aus der Landkarte, nachdem er bereits 1971 Teil der Gemeinde Galovany, das 1882–1948 wiederum ein Ortsteil der Gemeinde Paludza war, wurde. An den einstigen Ort erinnert nur noch der Name der Ausweiche Paludza an der Bahnstrecke Košice–Žilina.
Der Standort der hölzernen Artikularkirche aus den Jahren 1773–74, die ihrerseits eine ältere evangelische Holzkirche aus dem Jahr 1693 ersetzt hatte, wurde im Gegensatz zum Dorf Paludza zwar nicht überflutet, aber in den 1970er Jahren abgetragen und an einer neuen Stelle bei Svätý Kríž weiter südlich wieder errichtet. Unter dem Wasser bleibt hingegen die Ruine der frühgotischen Dreifaltigkeitskirche aus dem späten 13. Jahrhundert, eine spätgotische Malerei mit dem Motiv Not Gottes aus der Zeit vor 1520 ist heute in der Ungarischen Nationalgalerie in Budapest ausgestellt.

## Söhne und Töchter von Paludza
- Gašpar Šulek (1788–1827), evangelischer Pfarrer
- Gašpar Fejérpataky-Belopotocký (1794–1874), Kulturpolitiker, Verleger, Gründer des slowakischen Amateurtheaters
- Janko Čajak (1830–1867), Dichter der Štúr-Generation
- Adam Matejka (1905–1988), Schauspieler